# An Fál Carrach
An Fál Carrach (oder Na Croisbhealaí) ist ein Ort im County Donegal im hohen Nordwesten der Republik Irland. Da der Ort in einer Gaeltacht-Region liegt, lautet sein offizieller Name An Fál Carrach (dt. u. a.: „Steinmauer“); das alternative, inoffizielle Na Croisbhealaí hat die Bedeutung „Straßenkreuzung“. Er ist auch unter seinem englischen Namen Falcarragh bekannt.
An Fál Carrachh liegt im Norden des Countys zwischen den Orten Gortahork und Dunfanaghy auf der Nationalstraße N56, die als Zirkularroute den Westen und Norden des Countys erschließt, und ist der zentrale Ort des Küstenbezirks und alten Parishs Cloughaneely, zu dem u. a. auch Gortahork gehört. Die erste schriftliche Erwähnung Falcarraghs datiert aus dem Jahr 1822.
Bei der Volkszählung 2022 wurden in An Fál Carrachh 829 Personen gezählt; ungeachtet dieser geringen Einwohnerzahl vermittelt der Ort jedoch nicht nur in der Touristensaison den Eindruck einer wohlhabenden, prosperierenden Kleinstadt, da sich hier eine im kleinen Rahmen umfassende wirtschaftliche Infrastruktur für die gesamte umliegende Region (Zitat: “the main commercial town between Letterkenny and Dungloe”) gebildet hat. An den Schienenverkehr in Irland ist Falcarragh seit 1947 nicht mehr angeschlossen.
Das im Winter 1978/79 zerstörte Court Tomb von Ballintemple (auch „Cloghacorr“ genannt), stand 1,2 km südöstlich von Falcarragh.